# ギブソン・SG
SG（エスジー）は、アメリカ合衆国のギブソン社が1961年のニューモデルとして発表したエレクトリック・ギター。名称の「SG」はSolid Guitar、ソリッド・ギターの意。

## 歴史

### 「レスポール」から「SG」へ
1959年後半、それまで「レスポール・モデル」の名でラインナップされていたシリーズのうち、廉価版のジュニア、スペシャル、TVなどの一部が、レス・ポール氏の名称を冠しない「SG」の名で出荷されるようになる。1961年にはレスポールシリーズ全体（スタンダード、カスタム等）がフルモデルチェンジとなり、現在一般的に「SG」と呼ばれるスタイルに置き換えられた。さらなる小型化、薄型化と軽量化、抱えやすさと弾きやすさ、そしてコスト削減を狙ってボディーはマホガニーの一枚板となり、ネック全体がボディから飛び出したダブルカッタウェイの、より未来的なデザインとなった。ボディ両面のエッジ部分には、斜めに削られる加工が施された（ベベルド・エッジ）。「スタンダード」および「カスタム」には、ES-355などで採用されていた“スウィング・アウェイ・プル・サイドウェイ・トレモロ”が装備された。
当初は「新型レスポール」として発売されたこのモデルは、レス・ポール氏の助言や嗜好に基づかないギブソン独自のデザインであった。レスはこれを快く思わず、1963年頃に氏との契約は終了する。以後このシリーズは「SG」と総称されるようになった。
ボディとネックのジョイント方式は60年代後半まで試行錯誤が続けられ、複数の仕様が存在している。また、ボディ・エッジの落とし方、ネックグリップの幅や厚さなども年代によって差異がある。1966年半ばからはピックガードが大型化され、ピックアップはストラトキャスターのようにピックガードから吊り下げられる、より簡易に製造できる仕様になった。

### レス・ポールによる評価
当初はレスポールとして発売されたギターであり、レス・ポール＆メリー・フォードのレコードジャケットには、レス・ポールがSGを抱えた写真も存在する。しかしレス・ポール本人はこのギターを自身のシグネイチャー・モデルとしては認めなかった。

## バリエーション

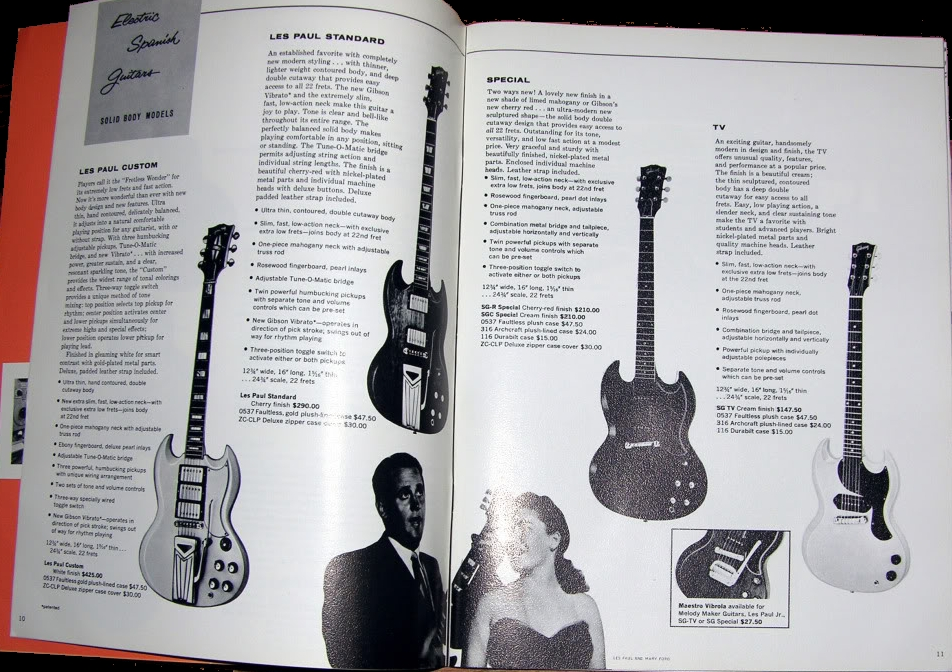
1962 Gibson Electric Spanish Guitars Solid Body Models

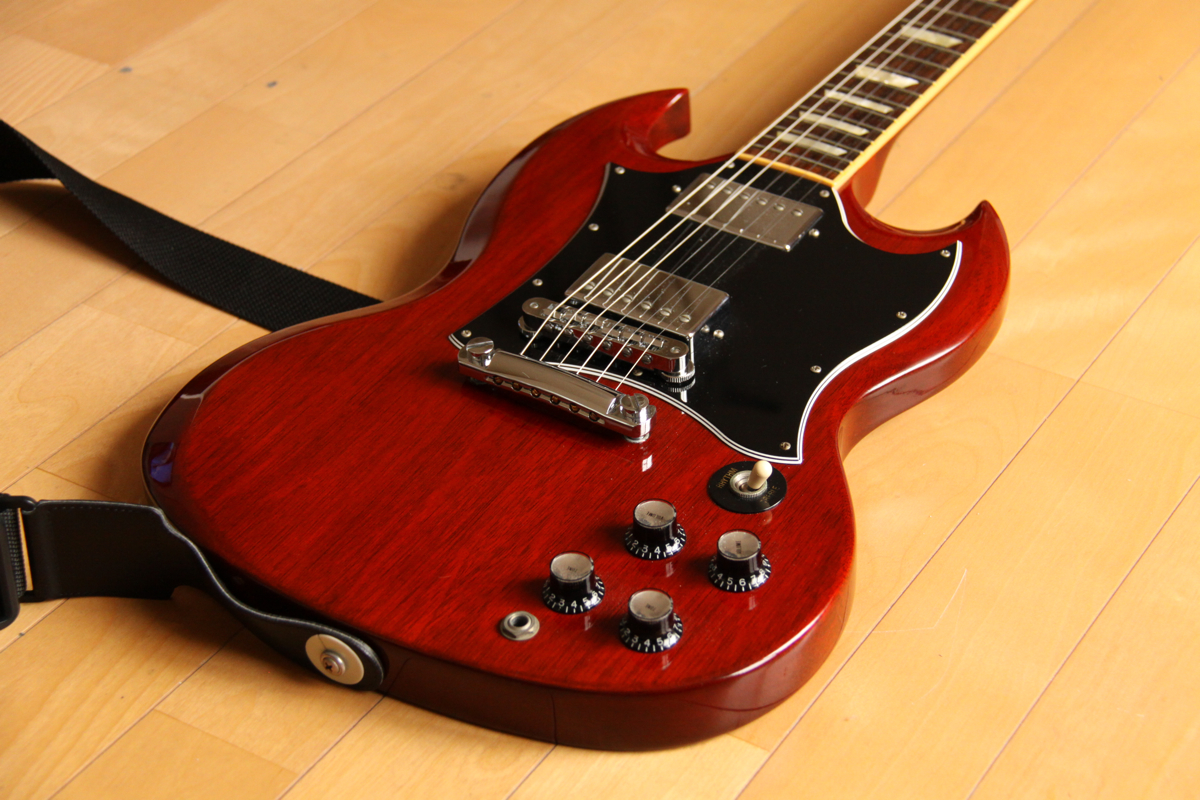
Gibson SG Standard 2006

従来のレスポール・モデルから設計を全面的に刷新した1961年より、「レスポール・カスタム」、「レスポール・スタンダード」、「レスポール・ジュニア」、SG-TV、SGスペシャルというラインナップが用意された。スペシャル、ジュニア、スタンダードは同じボディが使われた。メロディーメイカー、EB（ベース）も、SGスタイルに移行した。
SGスタンダード (SG Standard、Les Paul Standard)
ボディ・カラーはチェリー・レッドが基本色。他にカスタムカラーとしてポラリスホワイト、ペルハムブルーなどが存在する。スタンダードには当初"Les Paul"の文字が入ったトラスロッドカバーが使われていたが、レス・ポールとの契約終了の後、無地のものに変更される。
発表時には「Patent Applied For（特許出願中）」の頭文字を取った「PAF」ハムバッカーを2基搭載し、ブラジリアン・ローズウッドのフィンガーボード、New Gibson Vibrato（スウィング・アウェイ・プル・サイドウェイ・トレモロ）が装備されたが、バー・テールピースのみのモデルやビグズビー装備のモデルもカスタム仕様として存在する。
ギブソン・カスタムショップのStandard ReissueモデルやSG'61 Reissueモデル（後述）が、1961年発表当時のSGスタンダードのスペックの再現を行っているのに対し、SGスタンダード自体は時代ごとに改良や仕様変更を重ねて製造を続けている。
SGカスタム (SG Custom、Les Paul Custom)
レスポール・カスタムが確立した上位機種の血統をそのまま受け継いだモデルとして発表。ボディカラーは、それまでのエボニー（ブラック）からホワイトに変更された。
「PAF」ハムバッカーを3基搭載し、New Gibson Vibratoが装備されたが、スタンダードと同様にバー・テールピースのみや、ビグズビー装備のモデルも存在する。ゴールド・ハードウェア、マルチ・バインディング、エボニーの指板など、豪華な仕様が特徴。細く低いフレットを使用した“フレットレス・ワンダー (Fretless Wonder) ”も採用されていた。
指板エンドとフロント・ピックアップの間のプレートに、1962年の途中までは"Les Paul CUSTOM"、その後は"Les Paul"が外れて"CUSTOM"のみロゴが入る。
SGジュニア (SG Junior、Les Paul Junior、SG-TV)
P-90をブリッジ寄りに1基搭載し、バー・ブリッジ、チェリーレッドが発表当時の基本。他にカスタムカラーとしてペルハムブルーなどが存在した。
発表時はバー・ブリッジがそれまでのジュニアと同様、スタッド位置が急角度であり、これが1961年モデルの特徴である。それ以降のモデルはビブラートユニット搭載を前提にリブあり(Compensated)となり、スタッドと接する下面はアールが付けられているため、アーム使用時には可動する設計がなされている。ヘッドロゴは印刷である。
ヘッドにシルクスクリーン印刷による"Les Paul JUNIOR"の文字が入っていたが、1963年後期にはヘッドロゴのみのモデルが出荷されるようになる。Kluson社製のいわゆる「3連ペグ」チューナーを搭載し、その影響も感じるサウンドを持つ。レスポール・ジュニア同様、TVイエローを採用したモデルも用意され、'61年初期のごく一部にLes Paul の文字が入ったトラスロッドカバーのTVイエローが存在するが、Cream Finish（ポラリスホワイト）がSG-TVであり、こちらは当初より Les Paul JUNIOR の文字は入っていない。近年、似た雰囲気のモデルが発売された。

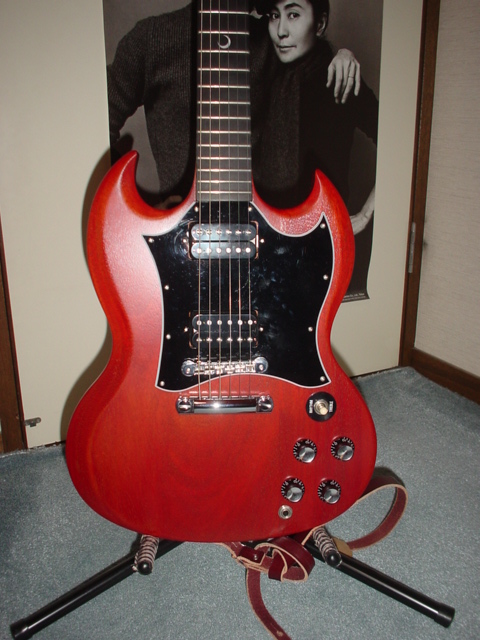
Gibson SG Special Faded

SGスペシャル (SG-Special)

ギブソン・ギターにおいて、SGという名を最初に与えられたモデルであり、現在も様々なバリエーションを持つモデル。現行モデルはハムバッカーにチューン-O-マチックブリッジ、バー・テールピースという仕様がメインであるが、かつてはレスポール・スペシャル同様、P-90を2基、バー・ブリッジ（オプションでマエストロ・バイブローラ）というのが本来の仕様であった。
Cerry Red Finish（チェリーレッド）、Cream Finish（ポラリスホワイト）が発表当時の基本色。カスタムカラーとして、ペルハムブルー、TVイエローなどが存在する。SGジュニア同様、バー・ブリッジの取り付け角度がきついのは、1961年モデルの特徴の一つでもある。それ以降は同様にビブラートユニット搭載を前提とした上部にリブの立っているブリッジとなる。クルーソン社製のいわゆる「3連ペグ」チューナーを搭載し、サウンドに影響している。1959年後期（レスポール・スペシャル時代）より既にSGスペシャルにモデル名の変更がなされていたため、当初よりLes Paulの文字は入っていない。ヘッド・ロゴはインレイである。

現行のハムバッカー搭載モデルはコスト及びP-90のサウンドを意識しての判断かピックアップ・カバーは付けられておらず、サウンド面は若干トレブリーな傾向にある。フェイデド (SG Special Faded)はオールドSGの質感を再現したモデルで、表面の仕上げはクリアラッカーのような光沢のあるものではなく、マットな薄い塗膜である。ポジションマークは基本的にドットだが、一部のモデルでは右写真のようにポジションマークが三日月形となっている。
1961年の発売当初と同じ仕様のモデルは現在カスタムショップにて製作されている。
レスポールモデル・リイシューが販売される1960年代末期からはモデルも増え、材や形状も大きく変わり独自の展開が図られたが、コスト削減がゆき過ぎたこの時期のモデルは短命に終わる。しかしながら、その後も様々なスペシャル・モデルが作られ、SGというギター自体は発売以来一度も生産終了していない。以下に1970年代以降作られた、その他のSGのモデルを挙げる。
SG-Pro
1971年に一旦SG Special の製造が打ち切られ、SG-Pro が販売されるも翌年には販売終了、SG Special が復活。チューン-O-マチックブリッジ、ビグズビーを標準装備。
The SG
一時期作られたモデル。"The Paul"と同様に、ウォルナットボディ/ネックにエボニー指板を採用したモデル。
SG-1、2、3
一時期に作られたモデル。メロディーメイカーの後継機種。数字はピックアップの数を示していた。
SG ロボット・ギター (SG Robot Guitar)

SG'61 リイシュー (SG'61 Reissue)
60年代初期SGのリイシューモデル（復刻版）として1986年から製造が開始されたモデル。1988年から1991年の間は「'62 Reissueモデル」として製造されていたが、1993年から「'61 Reissueモデル」となり現在まで製造が続いている。
SG シュプリーム (SG Supreme)
2000年代に一時期生産されたモデル。トップが杢目のフレイムメイプル、バックとネックがマホガニー、'60スタイルスリムテーパーの24フレット仕様で指板がエボニー、ヘッドにギブソンの最高機種を表すスプリットダイアモンドのインレイが施されるなど、他のモデルとは一線を画すスタイルのモデルである。
レスポール・カスタムと共通点が多いモデルではあるが、ピックアップはレスポール・カスタムのPAFとは違い、57classicを搭載している。
SG Zoot Suit
マルチピース素材を起用したモデル。予め染色されたバーチ材を幾重にも張り合わせたブロック材を削り出すことで綺麗なカラーラインが出た縞模様、トップ、及びバックとも緩やかなアーチが描かれたボディーシェイプとなっており、一枚のバーチ材の厚さが約0.075インチ（=約1.91mm）という薄さのため、ボディーでも20枚以上、ネック＆ヘッドにいたっては、数十枚もの重ね合わせが確認できる。5パターンのカラーが発表され、全体の平均重量が約2.5Kg。ネックシェイプは伝統のラウンデッド・プロファイル、ヘッドストックピッチは17度、チューン-O-マチック、バー・テールピース、ピックアップはフロントに496R、リアに500T。塗装は2種類のサテン・ニトロセルロース・ラッカー仕上げ。
EDS-1275
SGをダブルネックにしたような見た目のモデル。

## SGを使用しているミュージシャン

### 日本国外

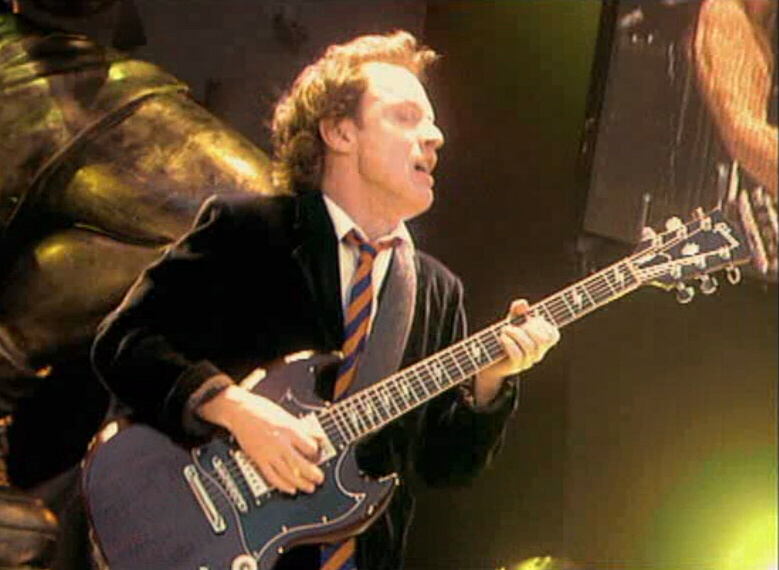
アンガス・ヤング

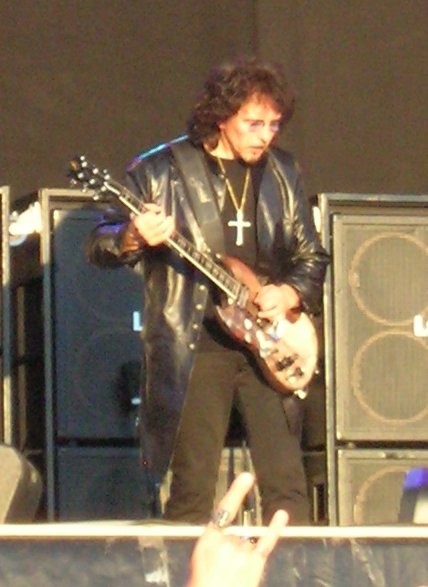
トニー・アイオミ

- アンガス・ヤング（AC/DC）
デビュー当時からSGを使っている。
- トニー・アイオミ（ブラック・サバス）
デビュー当時からSGを使っている。レフティモデル。十字架の指板インレイのモデルもあり。
- カルロス・サンタナ
1969年のウッドストック出演時からしばらくマエストロバイブローラの付いた SG Special を使っていた。
- フランク・ザッパ
スモールガード・ラージヘッドのスペシャルをメインギターとして使用。スイッチ類が増設されている。
- エリック・クラプトン（クリーム）
クリーム時代に愛用[6]。カラフルなサイケデリックペイントを施している（後にトッド・ラングレンが所有）。
- ジョージ・ハリスン（ビートルズ）
エリック・クラプトンと同時期の1966年から1968年頃まで使用した。ジョージがSGを抱えている写真や映像はさほど多くは無いが、レコーディングではビートルズ中期によく使用していた。プロモーション・フィルムの「ペーパーバック・ライター」「レイン」、また「レディ・マドンナ」（実際には「ヘイ・ブルドッグ」のレコーディング風景）などでその姿が確認出来る。66年の日本公演にも、バックアップとして用意されていた。写真では『Beatles gear 日本語翻訳版』（ISBN 4845607980）などに掲載されている。ジョージは、これをバッドフィンガーのピート・ハムに譲り、近年オークションに出品された[7]。
- ジミー・マッカロク（ウイングス）
- ディッキー・ベッツ （オールマン・ブラザーズ・バンド）
デビュー以前より、1961年製スタンダードを使用。ビブラート・ユニットは取り外され、ストップテールピースが取り付けられていた。57年のレスポールを購入する際、資金の足しにするためにデュアン・オールマンに売却。近年、シグネイチャー・モデルも発売。
- デレク・トラックス
シグネイチャー・モデルも近年発売された[8]。
- ピート・タウンゼント（ザ・フー）
1960年代後半からSGスペシャルを使用[9]。「ロックンロール・サーカス」「ウッドストック」「ライブ・アット・リーズ」などで、その音色が聴ける。同型のシグネイチャー・モデルも近年発売された。
- ロビー・クリーガー （ドアーズ）
近年、シグネイチャー・モデルも発売された。
- ポール・ウェラー
1968年 - 1971年製ラージガードのスタンダードを使用。近年は、エピフォン・カジノとSGが彼のトレード・マークとなっている。
- グレン・ティプトン （ジューダス・プリースト）
- ドン・ウィルソン（ザ・ベンチャーズ）
1970年代に一時使用していた。ラージピックガード、板バネ式ヴィブローラを搭載したモデルを使用。しかし、1〜2年程でフェンダー・ジャズマスターに持ち替え、短期間の使用に終わっている。
- ジ・エッジ（U2）
- マニュエル・ゲッチング（アシュ・ラ・テンペル）
- バーナード・サムナー（ニュー・オーダー）
- リヴァース・クオモ（ウィーザー）
- ケリー・ジョーンズ （ステレオフォニックス）
- トム・リントン（ジミー・イート・ワールド）
- パトリック・スタンプ（フォール・アウト・ボーイ）
- ダロン・マラキアン（システム・オブ・ア・ダウン、スカーズ・オン・ブロードウェイ）
- イアン・マッケイ（フガジ）
- エリック・ジョンソン
- バリー・グドロー

### 日本国内
| - 安部俊幸（チューリップ）ES-335と併用 - 中山加奈子（プリンセス プリンセス） - 福山雅治 - 岡野昭仁（ポルノグラフィティ） - AKIHIDE（BREAKERZ） - 和田唱（TRICERATOPS） - 坂本慎太郎（ゆらゆら帝国） - CHAR - 土屋公平（THE STREET SLIDERS ） - 和嶋慎治（人間椅子） - 田中ヤコブ（家主） - 岸田繁（くるり） - 桑原彰（RADWIMPS） - 布谷吉崇（hare-brained unity） - 一色徳保（つばき） - 松本孝弘（B'z） - 松本俊（AJISAI） - 藤井敬之（音速ライン） - 西川進 - カトウタロウ（BEAT CRUSADERS） - 越川和磨（毛皮のマリーズ） | - ホリエアツシ（ストレイテナー） - Nakajin（SEKAI NO OWARI） - 田中和将（GRAPEVINE） - 山内総一郎（フジファブリック） - セイジ（ギターウルフ） - 小野武正（KEYTALK） - 竹安堅一（フラワーカンパニーズ） - ハヤシヒロユキ（POLYSICS） - 岩寺基晴（サカナクション） - 招鬼（陰陽座） - 椎名林檎 - 氏原ワタル（DOES） - Keita The Newest - YUJI OTA（GREAT ADVENTURE） - SUGA（dustbox） - 健一（メリー） - 五十嵐隆（Syrup 16g） - 猪狩翔一（tacica） - 暴動（グループ魂） | - 八木さやか（Super Girl' juice） - ediee（jealkb） - 岡本玲 ギブソンが初めて特注の仕様でSGモデルを製作したプレイヤー。タータンチェック柄のボディを採用する。 - 平山照継（NOVELA,TERU'S SYMPHONIA） - 中川隆雄（Starless） - 鬼澤アレクサンダー礼門（元ONE OK ROCK） - 高見沢俊彦（THE ALFEE） ピート・タウンゼントモデル、"レスポールSG"の他、タータンチェック柄のESP製など複数所有。 - JOJO広重（非常階段） - 水谷孝（裸のラリーズ） - 秀三（石鹸屋） - 勝田欣也（STANCE PUNKS) - 中尊寺まい（ベッド・イン） - はっとり(マカロニえんぴつ) |